# Aton GmbH
Die Aton GmbH (Eigenschreibweise ATON GmbH) ist eine deutsche Beteiligungsgesellschaft mit Sitz in München. Gründer ist Lutz Helmig, der ehemalige Hauptgesellschafter und Gründer der Helios-Kliniken.

## Hintergrund
Im Jahr 2001 gründete Lutz Helmig die Aton GmbH in Fulda. Mit der Benennung nach dem altägyptischen Sonnengott Aton knüpfte Helmig an den Namen der Klinik-Gruppe Helios an, denn Helios ist der Sonnengott der griechischen Mythologie.  Die Beteiligungsgesellschaft verwaltet das Familienvermögen. Die Gesellschafter der Aton GmbH sind Lutz Helmig und seine Familie wie folgt:
- 60 % Lutz Helmig
- 10 % Dagmar Helmig (Ehefrau von Lutz Helmig)
- 15 % Alexandra Helmig (Tochter des Ehepaars Helmig)
- 15 % Charlotte Helmig (Tochter des Ehepaars Helmig)

Verteilt auf die einzelnen Unternehmen innerhalb der Aton-Gruppe waren am 31. Dezember 2020 ca. 14.600 Mitarbeiter beschäftigt.
2009 betrug der Umsatz der Mehrheitsbeteiligungen ungefähr 1,6 Mrd. Euro, 2011 lag der nicht konsolidierte Umsatz bei 2,3 Mrd. Euro; 2015 bei 2,1 Mrd. Euro; 2017 bei 2,15 Mrd. Euro; 2019: 2,0 Mrd. Euro; 2020: 1,5 Mrd. Euro.

## Beteiligungen
Die Beteiligungen lassen sich vier Geschäftsfeldern zuordnen: Engineering (Ingenieurwissenschaften), Mining (Bergbau), Med Tech (Medizintechnik) und Aviation (Luftfahrt).

### Engineering
- Edag Engineering Group AG, Arbon, Schweiz (70,66 % Anteile)
- Antriebssysteme Faurndau GmbH, Göppingen (100 % Anteile)
- Krebs & Aulich GmbH, Wernigerode (100 % Anteile)
- Ecocoat GmbH, Allershausen (45,6 % Anteile)
- Autotest Südtirol GmbH, Franzensfeste, Italien (100% Anteile)

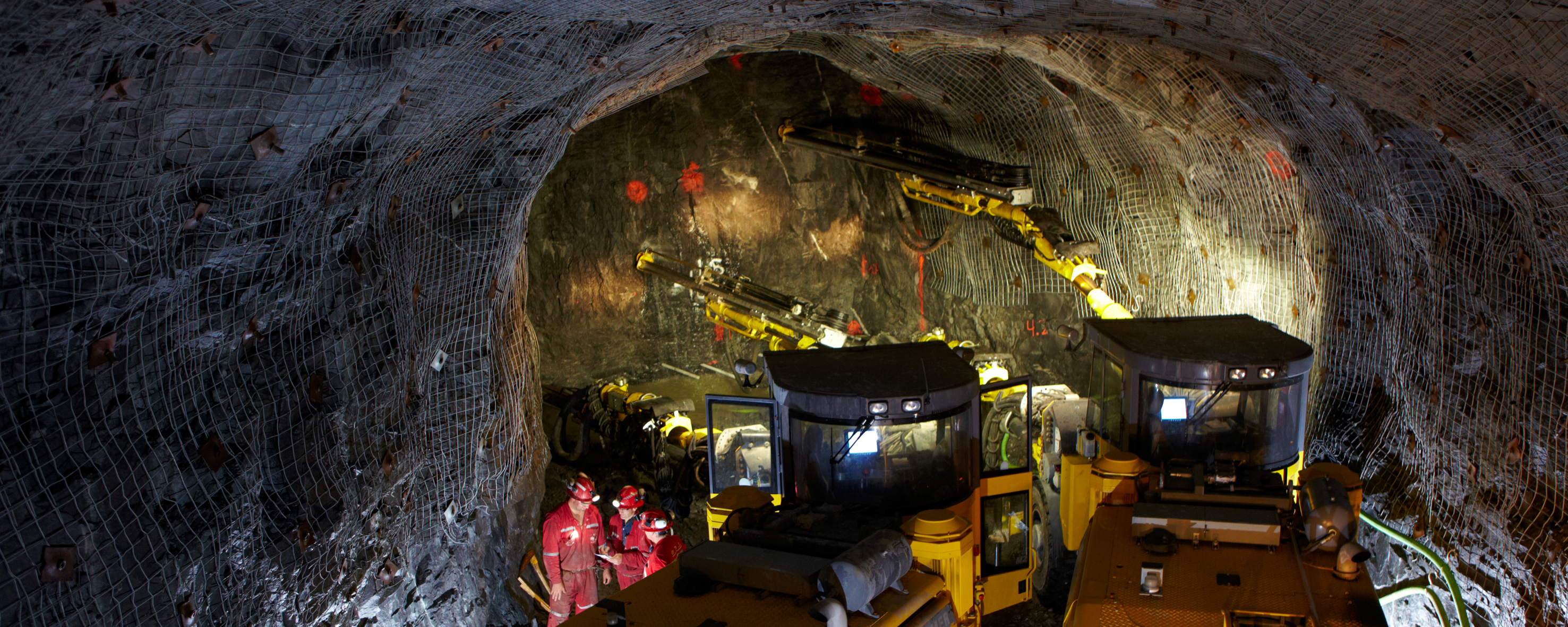
Tunnel- und Minenentwicklung von Redpath, Projekt in Nordamerika.

### Mining
- Redpath Mining, North Bay, Kanada (100 % Anteile)
- Murray & Roberts Holdings Limited, Südafrika (43,8 % Anteile)
- Aveng Limited, Südafrika (2,12 % Anteile)

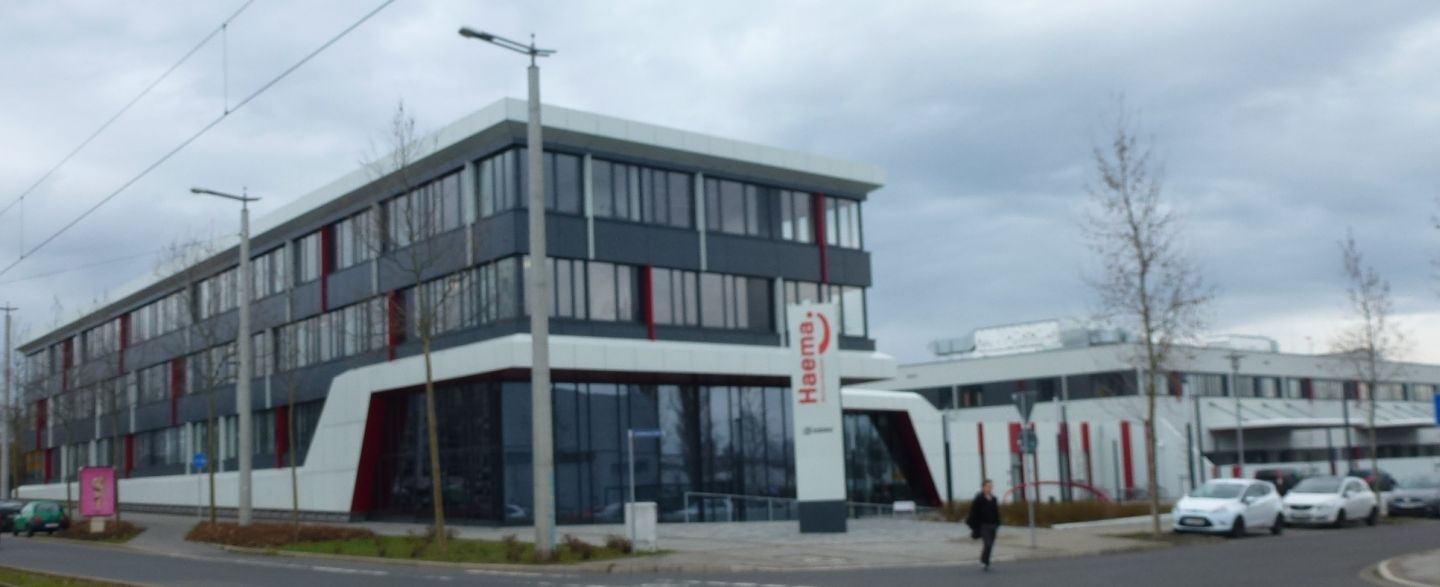
Haema-Zentrale in Leipzig

### Med Tech
- OrthoScan, Scottsdale, USA (100 % Anteile)
- Ziehm Imaging GmbH, Nürnberg (100 % Anteile)
- AspiAir GmbH, Gemünden (100 % Anteile)

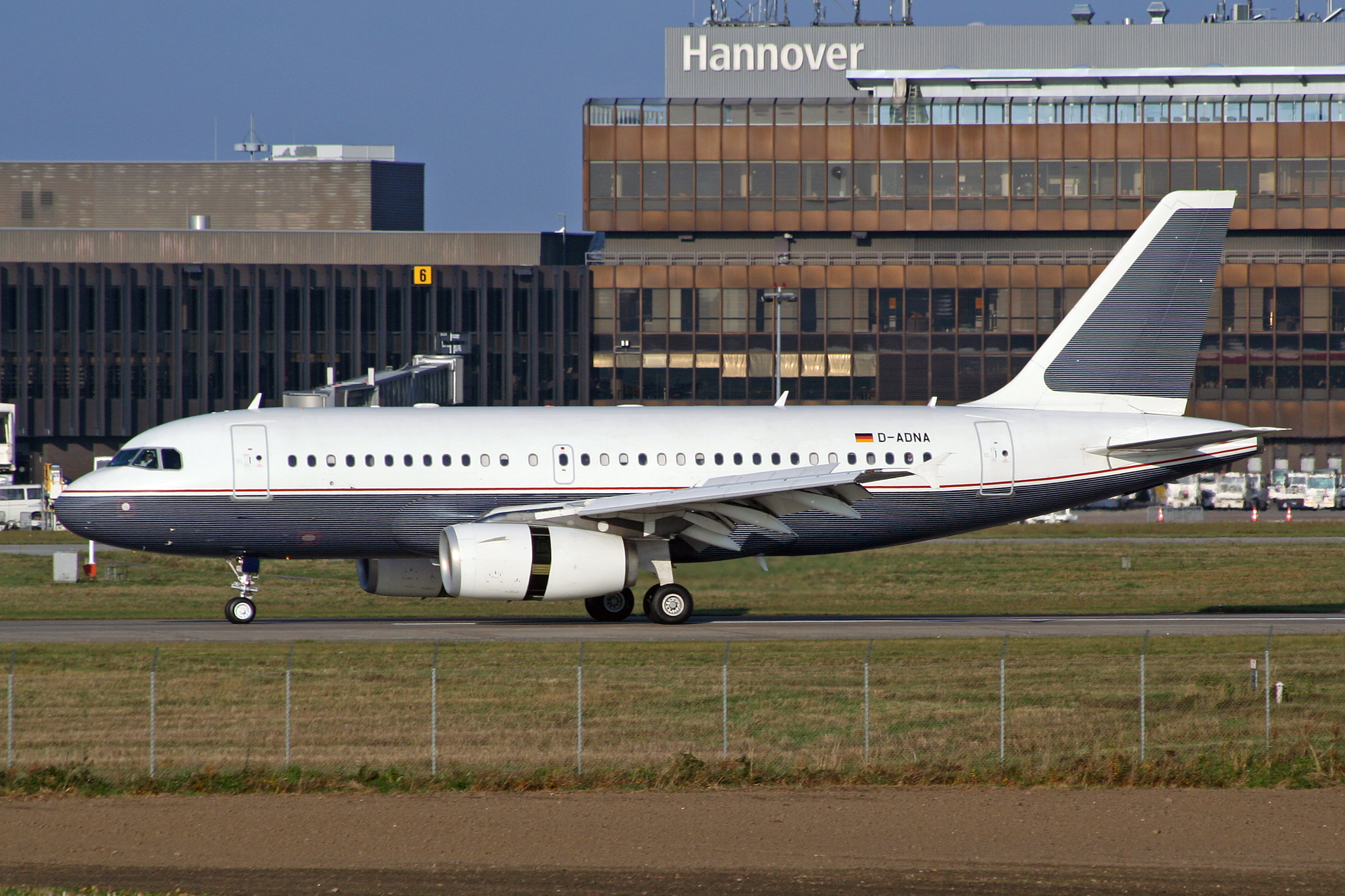
DC Aviation Airbus in Hannover

### Aviation
- DC Aviation GmbH, Stuttgart (100 % Anteile)

Sonstige
- OneFiber Interconnect Germany GmbH, St. Wendel (33,34 % Anteile)

### Ehemalige Beteiligungen
Ausgewählte vormalige Beteiligungen von Aton sind:
- Augsburg Airways (100 % Anteile) – Liquidation 2013
- dba (25,1 % Anteile) – von Februar 2006 bis August 2006 Anteile an Air Berlin verkauft
- Softwarehaus GSD Berlin (100 % Anteile) –  zum 1. März 2007 an Siemens Medical Solutions verkauft
- Ludwig Beck AG (25,32 % Anteile) – am 5. Mai 2009 verkauft

- Haema, Leipzig (100 % Anteile) – am 19. März 2018 an Grifols S.A. verkauft[3]

- Cirrus Airlines und verbundene Unternehmen (Cirrus Technik, Cirrus Flight Training und nana tours) (über Cirrus Group) (100 % Anteile) –  im Dezember 2008 verkauft an die Gesellschaft Aviation Investment des früheren Cirrus-Gesellschafters und Gründers Gerd Brandecker
- Schmidt-Seeger GmbH (97,3 % Anteile ab Dezember 2006 gehalten) – am 20. August 2010 an die Bühler AG verkauft[4]
- Lumera Laser GmbH (100 % Anteile) – am 20. Dezember 2012 an Coherent Inc. verkauft[5]
- FFT Produktionssysteme GmbH & Co. KG, Fulda (100 % Anteile)- im Mai 2019 an Fosun verkauft